# Janieve Russell
Janieve Russell (Mánchester, Jamaica, 14 de noviembre de 1993) es una deportista jamaicana que compite en atletismo.
Participó en dos Juegos Olímpicos de Verano, obteniendo una medalla de bronce en Tokio 2020, en la prueba de 4 × 400 m, y el séptimo lugar en Río de Janeiro 2016, en 400 m vallas.
Ganó dos medallas de plata en el Campeonato Mundial de Atletismo, en los años 2022 y 2023, y una medalla de oro en el Campeonato Mundial de Atletismo en Pista Cubierta de 2022.

## Palmarés internacional
| Juegos Olímpicos                     | Juegos Olímpicos        | Juegos Olímpicos  | Juegos Olímpicos |
| Año                                  | Lugar                   | Medalla           | Prueba           |
| ------------------------------------ | ----------------------- | ----------------- | ---------------- |
| 2020                                 | Tokio (Japón)           | Medalla de bronce | 4 × 400 m        |
| Campeonato Mundial                   |                         |                   |                  |
| Año                                  | Lugar                   | Medalla           | Prueba           |
| 2022                                 | Eugene (Estados Unidos) | Medalla de plata  | 4 × 400 m        |
| 2023                                 | Budapest (Hungría)      | Medalla de plata  | 4 × 400 m        |
| Campeonato Mundial en Pista Cubierta |                         |                   |                  |
| Año                                  | Lugar                   | Medalla           | Prueba           |
| 2022                                 | Belgrado (Serbia)       | Medalla de oro    | 4 × 400 m        |